# Combattimento di Koefia
Il combattimento di Koefia (noto anche come Coefia o El-Coefia) fu un episodio della guerra italo-turca.

## Il combattimento
Nel novembre 1911, circa un mese dopo l'occupazione di Bengasi, una pattuglia di cavalleria del Reggimento "Cavalleggeri di Piacenza" (18º)  fu attaccata a Koefia da nuclei arabi. Il 28 novembre, formata una colonna al comando del generale Carlo D'Amico composta da un battaglione del 68º fanteria, uno del 79° due compagnie del 6°, due squadroni e due batterie, gli italiani svilupparono una spedizione punitiva contro il villaggio di Koefia. Appena giunta in zona, la colonna fu attaccata da forti masse turche che, colpite anche dal fuoco delle artiglierie, furono costrette a ripiegare. La colonna, entrata nell'oasi, fu soggetta ad un nuovo assalto che fu comunque respinto. Conclusa l'operazione i reparti rientrarono a Bengasi; nel corso del combattimento le perdite da parte italiana furono di 21 morti e una cinquantina di feriti. Quelle di parte turco-araba furono stimate in circa 150 morti oltre i feriti.
A seguito dell'azione il generale D'Amico fu insignito della croce di cavaliere dell'Ordine militare di Savoia con la seguente motivazione: "Nel condurre una colonna delle tre armi contro Koefia occupata dal nemico asserragliato nei fabbricati dell'Oasi, diresse valorosamente per più ore il combattimento in terreno scoperto, riuscendo a respingere le forze avversarie. Koefia 28 novembre 1911".